# Lacadée
Lacadée är en kommun i departementet Pyrénées-Atlantiques i regionen Nouvelle-Aquitaine i sydvästra Frankrike. Kommunen ligger i kantonen Arthez-de-Béarn som tillhör arrondissementet Pau. År 2022 hade Lacadée 145 invånare.

## Befolkningsutveckling
Antalet invånare i kommunen Lacadée
| Referens: INSEE |